# HKS Bydgoszcz
Harcerski Klub Sportowy Bydgoszcz – bydgoski klub sportowy, założony 20 lutego 1925 roku. Rozwiązany w 1949 roku. 

## Historia
Prezesem klubu był porucznik Matuszewski. Swoje mecze piłki nożnej rozgrywał na boisku Szkoły Oficerskiej, zebrania członków odbywały się w Resursie Kupieckiej. Klub posiadał również sekcje rugby, boksu i lekkiej atletyki. 21 lutego 1926 r. drużyna HKS-u rozegrała z drużyną Szkoły Oficerskiej pierwszy mecz rugby w Bydgoszczy. Zwyciężył HKS ze znaczną przewagą. Reaktywowany 12. października 1945 r. W 1947 r. HKS został drużynowym wicemistrzem polski w lekkoatletyce mężczyzn. Klub rozwiązano w lutym 1949 wraz z BKS Polonią, WKS Burzą i WMKS Partyzantem, w celu utworzenia Zrzeszenia Sportowego "Gwardia".

## Znani zawodnicy
- Zygmunt Buhl 1945-1947 (jeden ze współorganizatorów klubu po wojnie, olimpijczyk z Helsinek 1952, sekretarz generalny PZPN 1976-1978)
- Winand Osiński 1946-1948
- Roman Sienicki 1946